# 波利娜·朗维埃
波利娜·朗维埃（法語：Pauline Ranvier，1994年4月14日—），法国女子击剑运动员，主攻花剑。她曾代表法国参加2020年夏季奥林匹克运动会击剑比赛，获得女子团体花剑银牌。